# Vehip Paša
Vehib Paša (turecky Vehib Paşa), vlastním jménem Mehmed Vehib (1877 Ioánnina – 13. června 1940 Istanbul) byl osmanský generál albánského původu, který se zúčastnil bojů první a druhé balkánské války a první světové války. Během první světové války se podílel na tureckém vítězství v bitvě o Gallipoli, načež byl odeslán na kavkazskou frontu, kde velel 3. osmanské armádě. V létě 1916 byl Rusy poražen v bitvě o Erzincan. S rozpadem Ruského impéria se Vehib Paša podílel na prolomení fronty a znovuobsazení měst Trabzonu a Batumi. Po uzavření mudroského příměří se vrátil do Istanbulu. Byl uvězněn, avšak podařilo se mu uprchnout do Itálie, načež pobýval i v Německu, Rumunsku, Řecku a v Egyptě. Ve třicátých letech se zúčastnil na straně Etiopského císařství druhé italsko-etiopské války. Zemřel po návratu do Istanbulu v roce 1940.